# E. V. Haughwout Building
Das E. V. Haughwout Building ist ein fünfgeschossiges, 24 m hohes denkmalgeschütztes Warenhausgebäude in New York City. Es befindet sich an der Ecke Broadway und Broome Street im SoHo-Bezirk von Manhattan. Das Gebäude wurde 1856–1857 nach einem Entwurf von John P. Gaynor errichtet und beherbergte die Verkaufsräume der Firma Eder V. Haughwout and Company, die hochwertige Wohnaccessoires wie Kronleuchter, Porzellan, Tafelsilber und geschliffene Glaswaren für wohlhabende Kunden importierte, herstellte und vertrieb. Unter anderem bestellte Mary Todd Lincoln, die Ehefrau von Präsident Lincoln, bei Haughwout ein neues Porzellanservice für das Weiße Haus.

## Architekturgeschichtliche Bedeutung
Das E. V. Haughwout Building ist aus zwei Gründen historisch bedeutsam: zum einen wegen der neuen konstruktiven Verwendung von Gusseisen-Elementen, zum anderen, weil darin der weltweit erste Personenaufzug eingebaut wurde.
Die im Renaissance-Stil gestaltete Fassade zeigt den zeittypischen Historismus: Die Reihung bogenförmiger Fenster zwischen korinthischen Säulen in den vier Obergeschossen orientiert sich am Vorbild der Libreria di San Marco von Jacopo Sansovino in Venedig. Die Fassade wurde aus vorgefertigten gusseisernen Elementen zusammengesetzt, die in der Gusseisenfabrik von Daniel D. Badger hergestellt wurden. Diese Bauweise war damals nicht ungewöhnlich – der SoHo-Bezirk von Manhattan ist über weite Strecken von der Gusseisenarchitektur des 19. Jahrhunderts geprägt. Bislang wurden solche Fassadenelemente aber am tragenden Ziegelmauerwerk befestigt. Da das Haughwout-Gebäude wegen seiner Lage an einer Straßenecke zwei aufwendige Gusseisenfassaden benötigte, befürchtete man jedoch, dass das Gewicht der Fassadenelemente die Tragfähigkeit der Konstruktion übersteigen würde. Gaynor und Badger überzeugten den Bauherrn Haughwout daher davon, dem Gebäude nach einer Idee des Erfinders James Bogardus ein tragendes Gerüst aus Gusseisen zu geben. Dieses neuartige Verfahren war bis dahin nur vereinzelt für Fabrikgebäude und Lagerhallen angewendet worden. Damit wurde das E. V. Haughwout Building zum Vorläufer des Stahlskelettbaus, der die spätere Wolkenkratzerarchitektur ermöglichte. Aus diesem Grunde wurde es auch als „erster Wolkenkratzer“ bezeichnet.
Eine zweite technische Voraussetzung für den Bau von Hochhäusern war die Verwendung von Aufzügen. Auch hier war das E. V. Haughwout Building Vorreiter: Als es am 23. März 1857 feierlich eröffnet wurde, konnte es den weltweit ersten Personenaufzug präsentieren. Der von einer im Keller installierten Dampfmaschine angetriebene Aufzug war von Elisha Graves Otis konstruiert worden und erreichte eine Geschwindigkeit von 0,2 m/s. Er kostete 300 US-Dollar (nach heutiger Kaufkraft etwa 10.000 US-Dollar). Der Einbau eines Aufzugs in ein nur fünfgeschossiges Gebäude war keine technische Notwendigkeit, sondern vor allem ein erfolgreicher Marketing-Gag, der neugierige Kunden anziehen sollte. Der Aufzug ist nicht erhalten.
Das Gebäude war lange in Gefahr, für den seit 1941 geplanten, aber letztlich nie verwirklichten Lower Manhattan Expressway abgerissen zu werden. Am 23. November 1965 wurde es in die städtische Denkmalliste (New York City Designated Landmarks) und am 28. August 1973 in das National Register of Historic Places eingetragen (Nr. 73001218). Die Fassade wurde 1995 renoviert und zeigt sich seither wieder beigefarben.